# Loðmundarfjörður
Der Loðmundarfjörður ist ein Fjord im Osten Islands, der zu den Ostfjorden gehört.
Er liegt nördlich vom Fjord Seyðisfjörður, ist aber nur vom Norden aus Bakkagerði auf einem Fahrweg über das verlassene Húsavík zu erreichen.
Der Hólalandsvegur  und der Loðmundarfjarðarvegur  sind zusammen 35 km lang.
Die Einwohnerzahl stieg 1860 bis auf 143 an.
Am Löðmundarfjörður, wo um 1900 noch 87 Menschen auf zehn Bauernhöfen lebten, wurde 1895 die kleine Holzkirche Klyppstaðakirkja erbaut, die heute unter Denkmalschutz steht.
Die Einwohnerzahl ging dann ständig zurück. Um die Mitte des 20. Jahrhunderts war bereits die Hälfte der Höfe unbewohnt, nur die beiden größten Höfe der Ortschaft, Stakkahlíð und Saevarendi, wurden noch längere Zeit bewirtschaftet.
Von 1967 bis 1973 wurde der Hof Sævarendi nur noch von einem Mann alleine bewohnt. Als letzter wurde der Hof Saevarendi 1973 verlassen.
Bis zum 1. Januar 1973 gab es die Gemeinde Loðmundarfjarðarhreppur. Heute gibt es im Fjord keine ständig bewohnten Häuser mehr.
Durch die heute unbewohnte Landschaft Víknaslóðir zwischen Borgarfjörður und Loðmundarfjörður, die sich südlich von Bakkagerði erstreckt, führen verschiedene Wanderwege.
Der deutsche Maler Bernd Koberling hat im Loðmundarfjörður zeitweise gearbeitet.